# Jordan (święto)
Jordan – święto chrześcijańskie obchodzone w kościołach obrządku prawosławnego i greckokatolickiego: obrzęd święcenia wody w dniu 6/19 stycznia, tj. 6 stycznia według kalendarza juliańskiego (19 stycznia według kalendarza gregoriańskiego), na pamiątkę Chrztu Pańskiego, Jezusa Chrystusa, w Jordanie; również potoczna nazwa świąt Epifanii (Objawienia Pańskiego) i Chrztu Pańskiego obchodzonych w tym dniu.
W kościele rzymskokatolickim w pierwszą niedzielę po 6 stycznia – jest wspomnienie liturgiczne Chrztu Pańskiego.

## Galeria

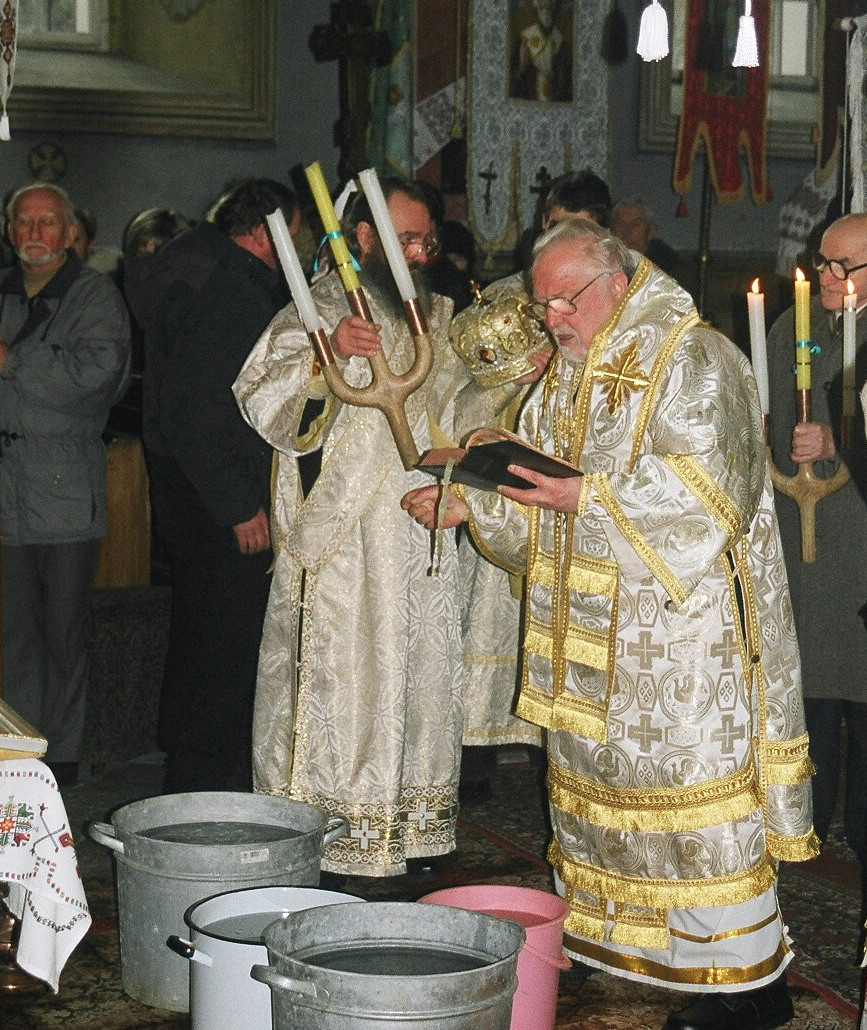
Obrzęd święcenia wody, Polska, Podkarpacie
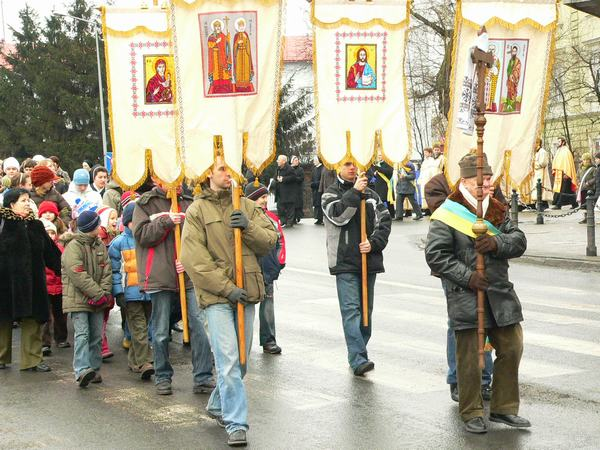
Jordan w Przemyślu
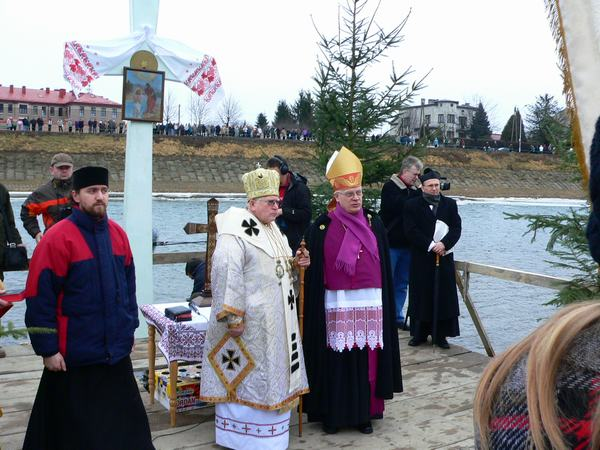
Jordan nad Sanem
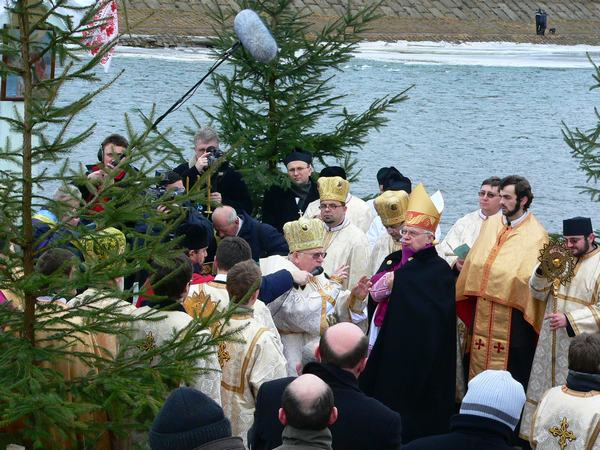
Jordan nad Sanem
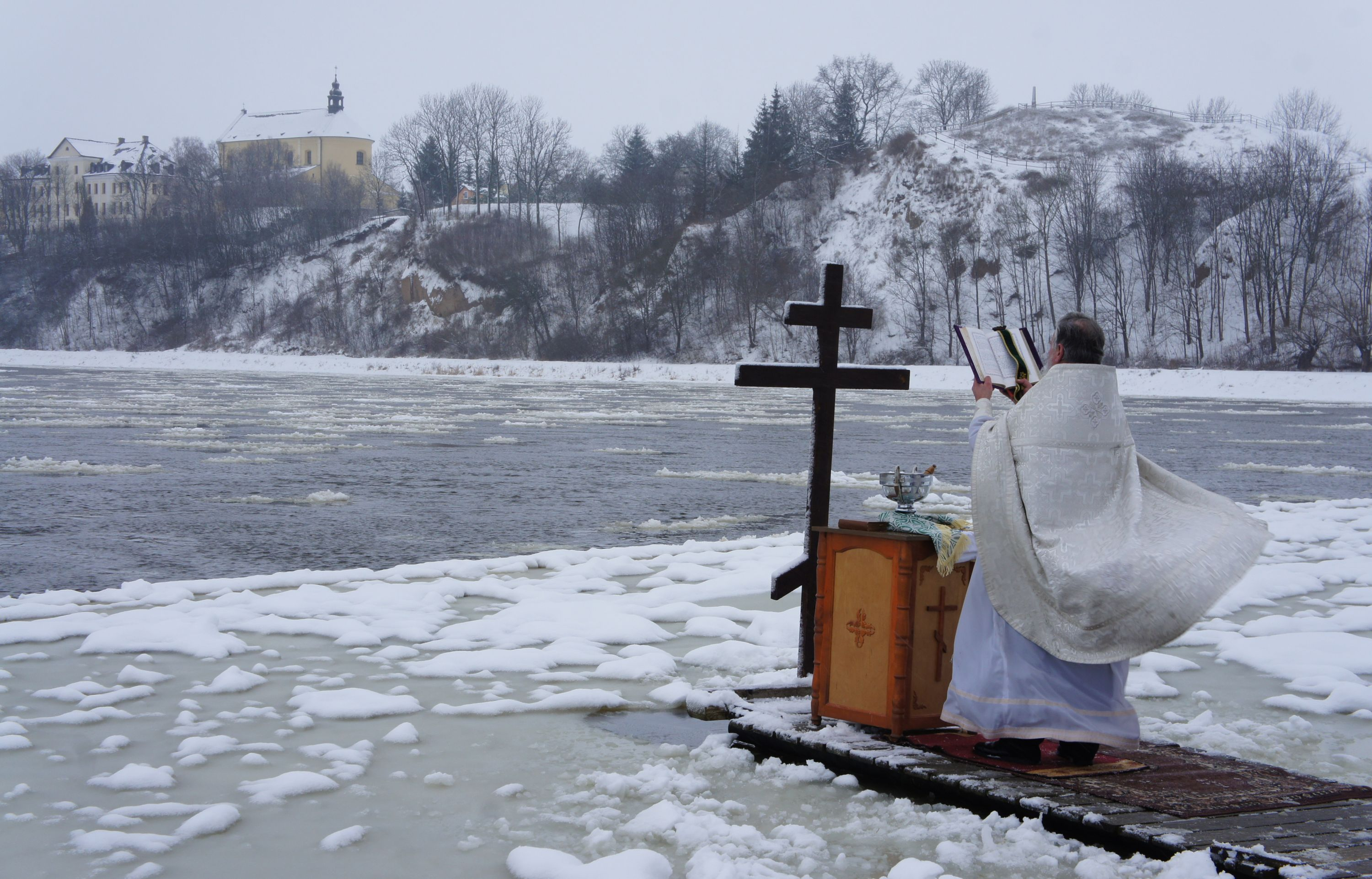
Jordan w Drohiczynie nad Bugiem